# Jernalderlandsbyen Odins Odense
Jernalderlandsbyen Odins Odense (tidligere Jernalderlandsbyen) er et mindre uafhængigt frilandsmuseum i udkanten af Odense med jernalderhuse, som de så ud for omkring 2000 år siden. I husene fortælles kort om jernalderens forhold og om de livsvilkår som datidens mennesker levede under. I Odins Odense bliver der formidlet om tiden fra den Førromersk jernalder (Keltisk jernalder 500 f.Kr. – 1 e.Kr.) frem til Vikingetiden 793 e.Kr. – 1050 e. Kr.
Landsbyen ligger i Odense-forstaden Næsby direkte ned mod Stavids Å. Omkring 2003 havde museet op mod 10.000 besøgende om året.

## Historie
Jernalderlandsbyen blev startet i 1973 som et projekt for et hold ungdomsskoleelever fra Næsby-Pårup Ungdomsskole. Efter inspiration fra Lejre ønskede man at give de unge en konkret historisk oplevelse. Projektet startede med rekonstruktionen af et mindre jernalderhus fra Lundsgård ved Agedrup, udgravet i 1937-44. Nysgerrige skoleklasser kom af sig selv og besøgte stedet.
I 1975 er huset og miljøet omkring færdigt og området kan bruges til egentlig undervisning. Landsbyen udbygges i de følgende år, hele tiden baseret på oprindelige teknikker og udgravnings beretninger. Der tilføjes dog et par skurvogne til undervisning og kontor.
Den 4. maj 1978 er der en kraftig brand i landsbyen og byggeriet må startes forfra, dog med nyere udgravningsberetninger som basis. I løbet af de næste to år genopføres 4 huse. I sommeren 1979 ansættes de første instruktører og den egentlige formidling til skoleklasser starter.
Odense Produktionsskole etableres i 1983 og overtager vedligeholdelsen og udbygningen af Jernalderlandsbyen. Samarbejdet med Odense Produktionsskole ophører i 1989. Jernalderlandsbyen kommer under Næsby-Tarup Ungdomsskole administration, til slut UngVest.
I december måned 2015 meddelte Odense Kommune at de skulle dække et underskud i Børn- og ungeforvaltningen, og derfor skulle spare 30,5 mio. kroner, hvilket gjorde, at de stillede forslag om at lukke Jernalderlandsbyen. Dette skabte stærke reaktioner på de sociale medier, hvor både lokalbefolkningen og politikere brokkede sig over forslaget. På trods af dette stod det i august klart, at museet stod for en lukning. I november 2016 blev foreningen Odins Odense dannet for at bevare Jernalderlandsbyen. Den 1. maj 2017 overtog foreningen Odins Odense driften af den gamle jernalderlandsby fra Odense Kommune.
Den 1. maj 2017 blev landsbyen overdraget fra Odense Kommune til foreningen Odins Odense.

## Aktiviteter i landsbyen
Efter overdragelsen fra Odense Kommune er landsbyen blevet gjort til en turistattraktion med åbningstider for både høj og lavsæson og tiltrækker nu turister fra hele verden. 
Landsbyen tager som hidtil imod elever fra skoler over hele landet hvor der blandt andet bliver undervist i dagligdagen i jernalderen og vikingetiden.
Opholdet som jernalderfamilie i landsbyen er også en mulighed for nutidens moderne familier for at få en anderledes sommerferie sammen, familier kan på den måde bebo en af landsbyens huse og leve livet i  landsbyen med datidens familiemønstre og daglige opgaver. 
Hvert år den tredje weekend i maj, afholder Odins Odense Jernaldermarked, hvor vikinger, jernalderfolk og romere fra hele landet kommer til landsbyen for at være med til markedet. En lang række andre begivenheder og events bliver også afholdt - blandt andet blev der for første gang afholdt Skjaldefestival i landsbyen d. 19 august 2017.

## Bygninger
Bygningerne i Jernalderlandsbyen er rekonstrueret ud fra opmålinger fra arkæologiske udgravninger og opmålinger. Dog bygger bygningernes udseende i høj grad også på kvalificerede gæt og erfaringer opnået under arbejdet med rekonstruktion af husene.
| Bygning              | Oprindelse                            |
| -------------------- | ------------------------------------- |
| Forrådshus fra Hodde | Varde i Vestjylland                   |
| Gård fra Lundsgård   | Åsum, nordøst for Odense              |
| Gård fra Sarup       | Hårby på Sydvestfyn                   |
| Håndværkerhus        | Lundsgård ved Åsum nordøst for Odense |
| Landsbybrønd         |                                       |
| Offermose            | Braak, Nordtyskland                   |
| Smedje               | Hodde ved Varde i Vestjylland         |
| Staklade 1           | Stenløse ved Odense                   |
| Staklade 2           | Nr. Snede, Midtjylland                |
| Staklade 3           | Nr. Snede, Midtjylland                |
| Staklade 4           | Nr. Snede, Midtjylland                |
| Vognhus              | Vorbasse ved Grindsted i Midtjylland  |

## Galleri
- Markedspladsen under det årlige Jernaldermarked i landsbyen.
- Rekonstrueret hus kaldet "Høvdingehuset" i landsbyen.